# 语流音变
语流音变，是一种语音学现象，是指單個或多个讀音在語流之中发生了变化。

## 例子

### 普通话
“一”、“不”等字的读音均有此现象。在通常情况下，“不”读去声（第四声）；但在去声字前，读陽平声，如“不会”读作“búhùi”。
另外，普通话变调要求所有第三声（上声；调值214）在遇到第三声的时候转变为第二声（阳去，调值23或35）因此“罕见”事实上读作hǎn jiàn。